# Tomii Masaaki
Tomii Masaaki est un nom japonais traditionnel ; le nom de famille (ou le nom d'école), Tomii, précède donc le prénom (ou le nom d'artiste).
Tomii Masaaki (富井 政章) (16 octobre 1858 - 14 septembre 1935), aussi appelé Tomii Masaakira, est un juriste japonais et l'un des fondateurs de l'université Hōsei. Avec Hozumi Nobushige et Ume Kenjirō, il est considéré comme le « père du droit civil japonais » qui entre en vigueur en 1898.

## Biographie
Tomii est le fils d'un samouraï nommé Tomii Masatsune. Il étudie à l'université de Tokyo des études étrangères puis part étudier à la faculté de droit de l'université de Lyon en France en 1877. Après avoir reçu son doctorat en jurisprudence en 1883, il retourne au Japon et devient en 1885 professeur de droit à l'université impériale de Tokyo.
En 1893, il plaide pour le report de la promulgation du code civil et travaille sur une réforme comme chef de la commission de recherche sur le code civil. Il devient membre de la chambre des pairs de la diète du Japon en 1891. En 1900, il devient le premier président de la Kyoto Hosei School (actuelle université de Ritsumeikan) et est également président de la Wafutsu Horitsu Gakko (« école de droit français et japonais de Tokyo ») qui deviendra l'université Hōsei.
Il recommande au Premier ministre Taro Katsura d'adopter une position ferme contre la Russie en 1903, et est par ce biais impliqué dans l'Affaire des sept docteurs. Il sert au conseil privé en 1918 et également comme juge à la cour permanente de justice.